# 좀작살나무
좀작살나무는 꿀풀과의 갈잎 떨기나무이다. 한국 원산이며 일본과 중국에도 분포한다.

## 생태
산기슭에서 자라며 키는 1.5 미터에 이른다. 나무껍질은 회갈색이며 어린 가지는 네모지고 암자색 별 모양 털이 나 있으나 점차 없어진다. 잎은 마주나고 길이 3~8 센티미터, 너비 1.5~3 센티미터로 길둥근꼴 또는 거꾸로 된 달걀 모양이며 끝이 뽀족하다. 표면은 짙은 녹색이고 뒷면은 연한 녹색이며, 작살나무와 달리 가장자리의 밑부분 1/3부터 톱니가 있다. 7~8월에 잎겨드랑이에서 취산꽃차례에 꽃 10~20개가 연한 보라색이나 자주색으로 달려 핀다. 꽃받침은 털이 없고 수술은 4개이고 암술대와 길이가 같다. 열매는 지름 3~4 밀리미터 정도 되는 핵과인데 둥글고 10월에 짙은 자주색으로 익는다.

## 사진

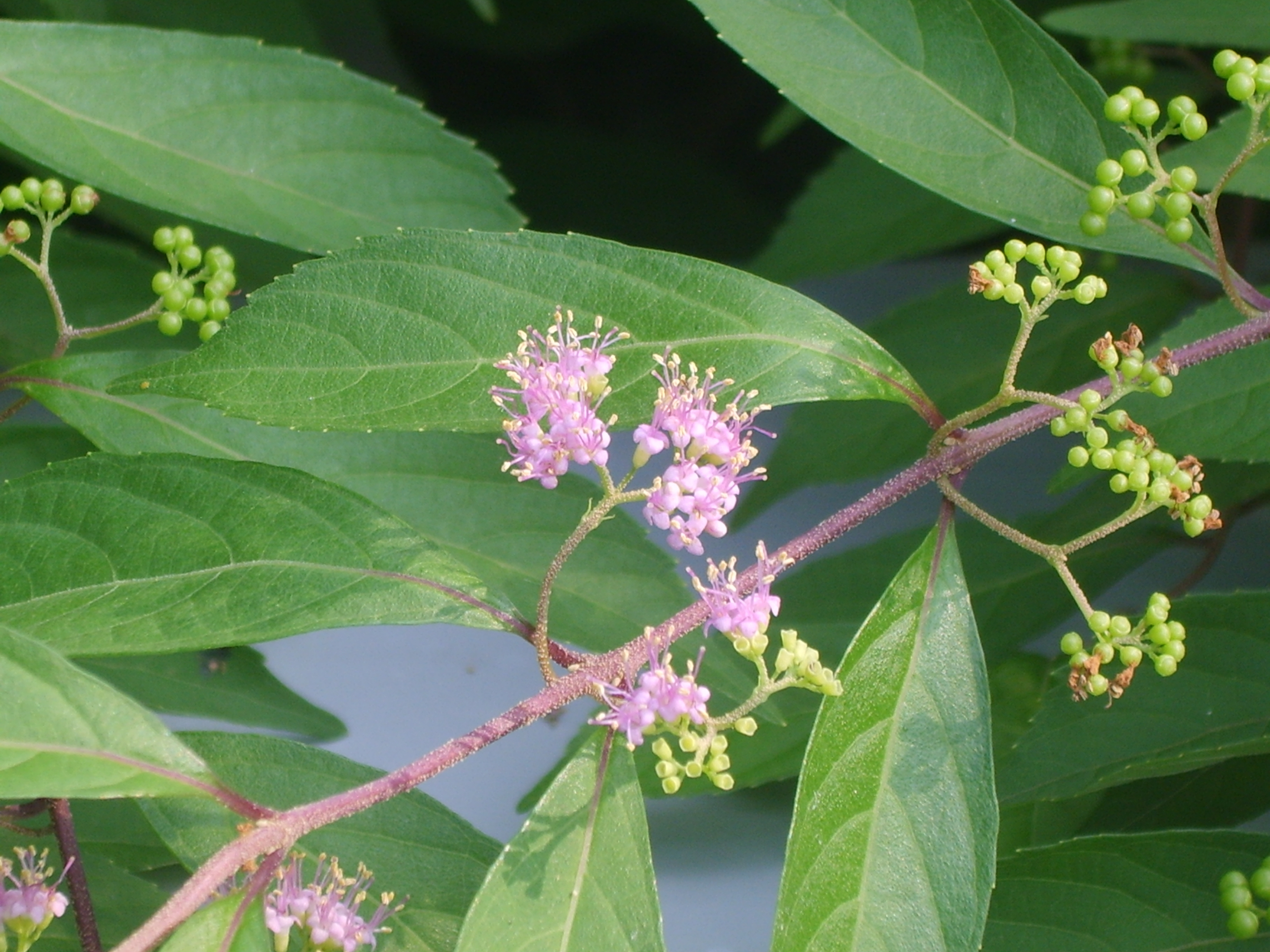
꽃
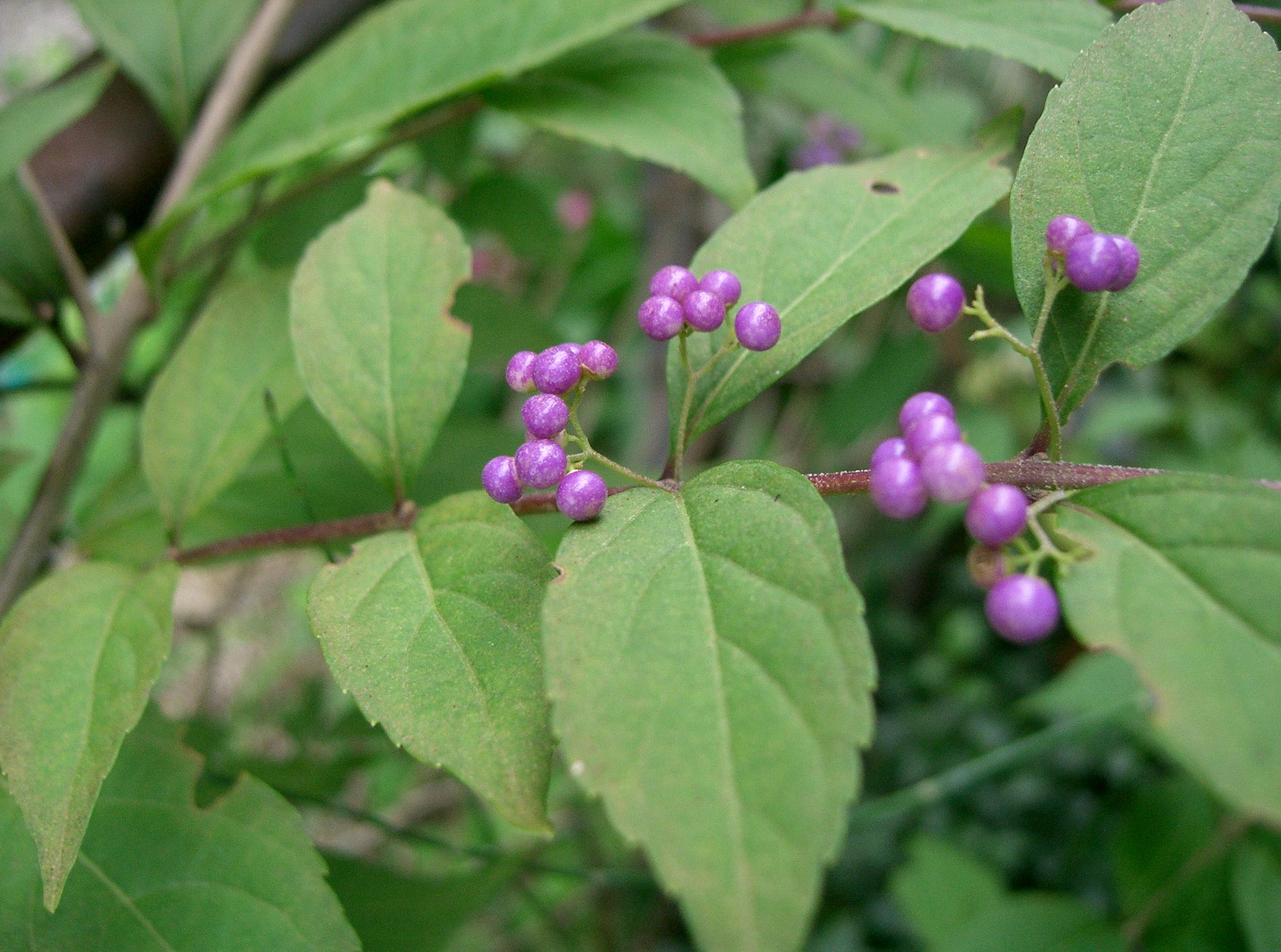
열매
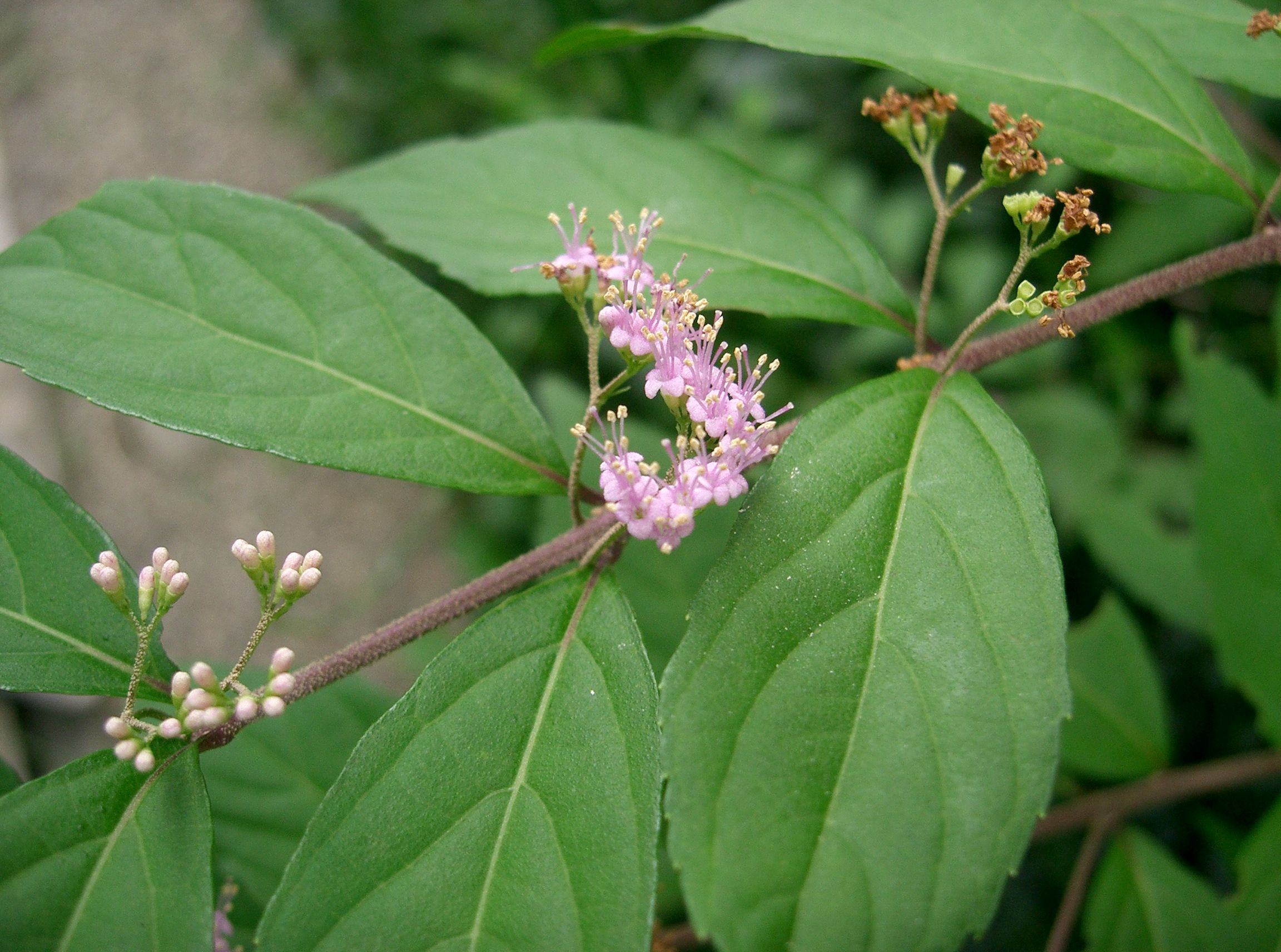
꽃과 잎. 톱니가 잎 밑 부분에는 없다.

## 참고 문헌
- 윤주복 (2004). 《나무 쉽게 찾기》. 진선출판사. ISBN 978-89-7221-414-4.
- 김용식; 송근준; 안영희; 오구균; 이경재; 이유미 (2000). 《조경수목 핸드북》. 광일문화사. ISBN 89-85243-25-X.
- 고경식; 김윤식 (1988). 《원색한국식물도감》. 아카데미서적.